# Parictis
Parictis es un género extinto de oso de la subfamilia Amphicynodontinae, que vivió desde finales del Eoceno en lo que ahora es Norteamérica y no apareció en Eurasia y África hasta el Mioceno; sobrevivió finalmente hasta mediados del Mioceno.
Estos animales fueron los primeros osos, pero eran muy distintos de los actuales, ya que eran pequeños (su cráneo mide 7 centímetros) y parecidos a los mapaches en su apariencia general, y con una dieta quizás similar a la de los tejones.

## Taxonomía
- P. bathygenus (White, 1947)
- P. dakotensis (Clark, 1936) - hace 37 millones de años
- P. gilpini (Clark & Guensburg, 1972) - hace 35 millones de años
- P. major (Clark & Guensburg, 1972)
- P. montanus (Clark & Guensburg, 1972) - hace 36 millones de años
- P. parvus (Clark & Beerbower, 1967) - hace 38 millones de años
- P. personi (Chaffee, 1954) - hace 33 millones de años
- P. primaevus (Scott, 1893)